# Ворен (Охајо)
Ворен (енгл. Warren) град је у америчкој савезној држави Охајо.

## Демографија
По попису из 2010. године број становника је 41.557, што је 5.275 (-11,3%) становника мање него 2000. године.
| Група             | 2000.          | 2010.          |
| Белци             | 33.420 (71,4%) | 27.693 (66,6%) |
| Афроамериканци    | 11.802 (25,2%) | 11.522 (27,7%) |
| Азијати           | 195 (0,4%)     | 166 (0,4%)     |
| Хиспаноамериканци | 485 (1,0%)     | 797 (1,9%)     |
| Укупно            | 46.832         | 41.557         |